# 2011-es Formula–1 kínai nagydíj
A kínai nagydíj volt a 2011-es Formula–1 világbajnokság harmadik futama, amelyet 2011. április 15. és április 17. között rendeztek meg a kínai Shanghai International Circuiten, Sanghajban.

## Szabadedzések

### Első szabadedzés
A kínai nagydíj első szabadedzését április 15-én, pénteken délelőtt tartották.
| Helyezés | Versenyző          | Csapat/Motor         | Elért idő | Különbség | Futott kör |
| -------- | ------------------ | -------------------- | --------- | --------- | ---------- |
| 1        | Sebastian Vettel   | Red Bull-Renault     | 1:38,739  | −         | 23         |
| 2        | Mark Webber        | Red Bull-Renault     | 1:39,354  | + 0,615   | 27         |
| 3        | Lewis Hamilton     | McLaren-Mercedes     | 1:40,845  | + 2,106   | 21         |
| 4        | Jenson Button      | McLaren-Mercedes     | 1:40,940  | + 2,201   | 22         |
| 5        | Nick Heidfeld      | Renault              | 1:40,987  | + 2,248   | 5          |
| 6        | Felipe Massa       | Ferrari              | 1:41,046  | + 2,307   | 25         |
| 7        | Sergio Pérez       | Sauber-Ferrari       | 1:41,189  | + 2,450   | 20         |
| 8        | Pastor Maldonado   | Williams-Cosworth    | 1:41,222  | + 2,483   | 20         |
| 9        | Vitalij Petrov     | Renault              | 1:41,231  | + 2,492   | 16         |
| 10       | Sébastien Buemi    | Toro Rosso-Ferrari   | 1:41,328  | + 2,589   | 21         |
| 11       | Nico Rosberg       | Mercedes             | 1:41,361  | + 2,622   | 23         |
| 12       | Fernando Alonso    | Ferrari              | 1:41,434  | + 2,695   | 15         |
| 13       | Nico Hülkenberg    | Force India-Mercedes | 1:41,494  | + 2,755   | 20         |
| 14       | Heikki Kovalainen  | Lotus-Renault        | 1:41,579  | + 2,840   | 13         |
| 15       | Paul di Resta      | Force India-Mercedes | 1:41,610  | + 2,871   | 18         |
| 16       | Daniel Ricciardo   | Toro Rosso-Ferrari   | 1:41,752  | + 3,013   | 20         |
| 17       | Rubens Barrichello | Williams-Cosworth    | 1:41,939  | + 3,200   | 25         |
| 18       | Michael Schumacher | Mercedes             | 1:42,301  | + 3,562   | 23         |
| 19       | Kobajasi Kamui     | Sauber-Ferrari       | 1:43,792  | + 5,053   | 20         |
| 20       | Jérôme d’Ambrosio  | Virgin-Cosworth      | 1:44,089  | + 5,350   | 20         |
| 21       | Vitantonio Liuzzi  | HRT-Cosworth         | 1:44,359  | + 5,620   | 18         |
| 22       | Timo Glock         | Virgin-Cosworth      | 1:44,438  | + 5,699   | 11         |
| 23       | Luiz Razia         | Lotus-Renault        | 1:44,542  | + 5,803   | 9          |
| 24       | Narain Karthikeyan | HRT-Cosworth         | 1:45,019  | + 6,280   | 23         |

### Második szabadedzés
A kínai nagydíj második szabadedzését április 15-én, pénteken délután futották.
| Helyezés | Versenyző          | Csapat/Motor         | Elért idő | Különbség | Futott kör |
| -------- | ------------------ | -------------------- | --------- | --------- | ---------- |
| 1        | Sebastian Vettel   | Red Bull-Renault     | 1:37,688  | −         | 34         |
| 2        | Lewis Hamilton     | McLaren-Mercedes     | 1:37,854  | + 0,166   | 22         |
| 3        | Jenson Button      | McLaren-Mercedes     | 1:37,935  | + 0,247   | 31         |
| 4        | Nico Rosberg       | Mercedes             | 1:37,943  | + 0,255   | 34         |
| 5        | Michael Schumacher | Mercedes             | 1:38,105  | + 0,417   | 29         |
| 6        | Felipe Massa       | Ferrari              | 1:38,507  | + 0,819   | 36         |
| 7        | Adrian Sutil       | Force India-Mercedes | 1:38,735  | + 1,047   | 35         |
| 8        | Nick Heidfeld      | Renault              | 1:38,805  | + 1,117   | 26         |
| 9        | Vitalij Petrov     | Renault              | 1:38,859  | + 1,171   | 31         |
| 10       | Mark Webber        | Red Bull-Renault     | 1:39,327  | + 1,639   | 33         |
| 11       | Kobajasi Kamui     | Sauber-Ferrari       | 1:39,538  | + 1,850   | 33         |
| 12       | Pastor Maldonado   | Williams-Cosworth    | 1:39,667  | + 1,979   | 37         |
| 13       | Sébastien Buemi    | Toro Rosso-Ferrari   | 1:39,771  | + 2,083   | 18         |
| 14       | Fernando Alonso    | Ferrari              | 1:39,779  | + 2,091   | 17         |
| 15       | Jaime Alguersuari  | Toro Rosso-Ferrari   | 1:39,828  | + 2,140   | 25         |
| 16       | Rubens Barrichello | Williams-Cosworth    | 1:39,925  | + 2,237   | 32         |
| 17       | Sergio Pérez       | Sauber-Ferrari       | 1:39,953  | + 2,265   | 30         |
| 18       | Heikki Kovalainen  | Lotus-Renault        | 1:40,476  | + 2,788   | 30         |
| 19       | Jarno Trulli       | Lotus-Renault        | 1:41,482  | + 3,794   | 32         |
| 20       | Narain Karthikeyan | HRT-Cosworth         | 1:42,902  | + 5,214   | 25         |
| 21       | Vitantonio Liuzzi  | HRT-Cosworth         | 1:43,850  | + 6,162   | 3          |
| 22       | Jérôme d’Ambrosio  | Virgin-Cosworth      | 1:44,008  | + 6,320   | 35         |
| 23       | Timo Glock         | Virgin-Cosworth      | 1:44,747  | + 7,059   | 12         |
| 24       | Paul di Resta      | Force India-Mercedes |           |           | 0          |

### Harmadik szabadedzés
A kínai nagydíj harmadik szabadedzését április 16-án, szombaton délelőtt tartották.
| Helyezés | Versenyző          | Csapat/Motor         | Elért idő | Különbség | Futott kör |
| -------- | ------------------ | -------------------- | --------- | --------- | ---------- |
| 1        | Sebastian Vettel   | Red Bull-Renault     | 1:34,968  | −         | 13         |
| 2        | Jenson Button      | McLaren-Mercedes     | 1:35,176  | + 0,208   | 15         |
| 3        | Lewis Hamilton     | McLaren-Mercedes     | 1:35,373  | + 0,405   | 14         |
| 4        | Nico Rosberg       | Mercedes             | 1:35,677  | + 0,709   | 18         |
| 5        | Fernando Alonso    | Ferrari              | 1:35,818  | + 0,850   | 17         |
| 6        | Felipe Massa       | Ferrari              | 1:35,971  | + 1,003   | 15         |
| 7        | Vitalij Petrov     | Renault              | 1:36,098  | + 1,130   | 18         |
| 8        | Adrian Sutil       | Force India-Mercedes | 1:36,125  | + 1,157   | 15         |
| 9        | Michael Schumacher | Mercedes             | 1:36,141  | + 1,173   | 14         |
| 10       | Paul di Resta      | Force India-Mercedes | 1:36,370  | + 1,402   | 18         |
| 11       | Nick Heidfeld      | Renault              | 1:36,404  | + 1,436   | 16         |
| 12       | Kobajasi Kamui     | Sauber-Ferrari       | 1:36,582  | + 1,614   | 18         |
| 13       | Sergio Pérez       | Sauber-Ferrari       | 1:36,596  | + 1,628   | 17         |
| 14       | Sébastien Buemi    | Toro Rosso-Ferrari   | 1:36,717  | + 1,749   | 16         |
| 15       | Mark Webber        | Red Bull-Renault     | 1:36,896  | + 1,928   | 5          |
| 16       | Jaime Alguersuari  | Toro Rosso-Ferrari   | 1:36,953  | + 1,985   | 14         |
| 17       | Rubens Barrichello | Williams-Cosworth    | 1:37,007  | + 2,039   | 20         |
| 18       | Pastor Maldonado   | Williams-Cosworth    | 1:37,304  | + 2,336   | 18         |
| 19       | Heikki Kovalainen  | Lotus-Renault        | 1:38,176  | + 3,208   | 12         |
| 20       | Jarno Trulli       | Lotus-Renault        | 1:38,739  | + 3,771   | 12         |
| 21       | Timo Glock         | Virgin-Cosworth      | 1:39,938  | + 4,970   | 17         |
| 22       | Jérôme d’Ambrosio  | Virgin-Cosworth      | 1:39,998  | + 5,030   | 16         |
| 23       | Vitantonio Liuzzi  | HRT-Cosworth         | 1:40,593  | + 5,625   | 17         |
| 24       | Narain Karthikeyan | HRT-Cosworth         | 1:40,881  | + 5,913   | 18         |

## Időmérő edzés
A kínai nagydíj időmérő edzését április 16-án, szombaton futották.
| Helyezés | Versenyző          | Csapat/Motor         | 1. rész  | 2. rész  | 3. rész  |
| -------- | ------------------ | -------------------- | -------- | -------- | -------- |
| 1        | Sebastian Vettel   | Red Bull-Renault     | 1:35.674 | 1:34.776 | 1:33.706 |
| 2        | Jenson Button      | McLaren-Mercedes     | 1:35.924 | 1:34.662 | 1:34.421 |
| 3        | Lewis Hamilton     | McLaren-Mercedes     | 1:36.091 | 1:34.486 | 1:34.463 |
| 4        | Nico Rosberg       | Mercedes             | 1:35.272 | 1:35.850 | 1:34.670 |
| 5        | Fernando Alonso    | Ferrari              | 1:35.389 | 1:35.165 | 1:35.119 |
| 6        | Felipe Massa       | Ferrari              | 1:35.478 | 1:35.437 | 1:35.145 |
| 7        | Jaime Alguersuari  | Toro Rosso-Ferrari   | 1:36.133 | 1:35.563 | 1:36.158 |
| 8        | Paul di Resta      | Force India-Mercedes | 1:35.702 | 1:35.858 | 1:36.190 |
| 9        | Sébastien Buemi    | Toro Rosso-Ferrari   | 1:36.110 | 1:35.500 | 1:36.203 |
| 10       | Vitalij Petrov     | Renault              | 1:35.370 | 1:35.149 |          |
| 11       | Adrian Sutil       | Force India-Mercedes | 1:36.092 | 1:35.874 |          |
| 12       | Sergio Pérez       | Sauber-Ferrari       | 1:36.046 | 1:36.053 |          |
| 13       | Kobajasi Kamui     | Sauber-Ferrari       | 1:36.147 | 1:36.236 |          |
| 14       | Michael Schumacher | Mercedes             | 1:35.508 | 1:36.457 |          |
| 15       | Rubens Barrichello | Williams-Cosworth    | 1:35.911 | 1:36.465 |          |
| 16       | Nick Heidfeld      | Renault              | 1:35.910 | 1:36.611 |          |
| 17       | Pastor Maldonado   | Williams-Cosworth    | 1:36.121 | 1:36.956 |          |
| 18       | Mark Webber        | Red Bull-Renault     | 1:36.468 |          |          |
| 19       | Heikki Kovalainen  | Lotus-Renault        | 1:37.894 |          |          |
| 20       | Jarno Trulli       | Lotus-Renault        | 1:38.318 |          |          |
| 21       | Jérôme d’Ambrosio  | Virgin-Cosworth      | 1:39.119 |          |          |
| 22       | Timo Glock         | Virgin-Cosworth      | 1:39.708 |          |          |
| 23       | Vitantonio Liuzzi  | HRT-Cosworth         | 1:40.212 |          |          |
| 24       | Narain Karthikeyan | HRT-Cosworth         | 1:40.445 |          |          |

## Futam
A kínai nagydíj futama április 17-én, vasárnap rajtolt.
| Helyezés | Rajtszám | Versenyző          | Csapat/Motor         | Futott kör | Idő/Kiesés oka | Rajthely | Pont |
| -------- | -------- | ------------------ | -------------------- | ---------- | -------------- | -------- | ---- |
| 1        | 3        | Lewis Hamilton     | McLaren-Mercedes     | 56         | 1:36:58,226    | 3        | 25   |
| 2        | 1        | Sebastian Vettel   | Red Bull-Renault     | 56         | + 5,198        | 1        | 18   |
| 3        | 2        | Mark Webber        | Red Bull-Renault     | 56         | + 7,555        | 18       | 15   |
| 4        | 4        | Jenson Button      | McLaren-Mercedes     | 56         | + 10,000       | 2        | 12   |
| 5        | 8        | Nico Rosberg       | Mercedes             | 56         | + 13,448       | 4        | 10   |
| 6        | 6        | Felipe Massa       | Ferrari              | 56         | + 15,840       | 6        | 8    |
| 7        | 5        | Fernando Alonso    | Ferrari              | 56         | + 30,622       | 5        | 6    |
| 8        | 7        | Michael Schumacher | Mercedes             | 56         | + 31,026       | 14       | 4    |
| 9        | 10       | Vitalij Petrov     | Renault              | 56         | + 57,404       | 10       | 2    |
| 10       | 16       | Kobajasi Kamui     | Sauber-Ferrari       | 56         | + 1:03,273     | 13       | 1    |
| 11       | 15       | Paul di Resta      | Force India-Mercedes | 56         | + 1:08,757     | 8        |      |
| 12       | 9        | Nick Heidfeld      | Renault              | 56         | + 1:12,739     | 16       |      |
| 13       | 11       | Rubens Barrichello | Williams-Cosworth    | 56         | + 1:30,189     | 15       |      |
| 14       | 18       | Sébastien Buemi    | Toro Rosso-Ferrari   | 56         | + 1:30,671     | 9        |      |
| 15       | 14       | Adrian Sutil       | Force India-Mercedes | 55         | + 1 kör        | 11       |      |
| 16       | 20       | Heikki Kovalainen  | Lotus-Renault        | 55         | + 1 kör        | 19       |      |
| 17       | 17       | Sergio Pérez       | Sauber-Ferrari       | 55         | + 1 kör        | 12       |      |
| 18       | 12       | Pastor Maldonado   | Williams-Cosworth    | 55         | + 1 kör        | 17       |      |
| 19       | 21       | Jarno Trulli       | Lotus-Renault        | 55         | + 1 kör        | 20       |      |
| 20       | 25       | Jérôme d’Ambrosio  | Virgin-Cosworth      | 54         | + 2 kör        | 21       |      |
| 21       | 24       | Timo Glock         | Virgin-Cosworth      | 54         | + 2 kör        | 22       |      |
| 22       | 23       | Vitantonio Liuzzi  | HRT-Cosworth         | 54         | + 2 kör        | 23       |      |
| 23       | 22       | Narain Karthikeyan | HRT-Cosworth         | 54         | + 2 kör        | 24       |      |
| Ki       | 19       | Jaime Alguersuari  | Toro Rosso-Ferrari   | 9          | Kerék          | 7        |      |

## A világbajnokság állása a verseny után
| H   | Versenyzők       | Pont | H   | Konstruktőrök        | Pont |
| --- | ---------------- | ---- | --- | -------------------- | ---- |
| 1.  | Sebastian Vettel | 68   | 1.  | Red Bull-Renault     | 105  |
| 2.  | Lewis Hamilton   | 47   | 2.  | McLaren-Mercedes     | 85   |
| 3.  | Jenson Button    | 38   | 3.  | Ferrari              | 50   |
| 4.  | Mark Webber      | 37   | 4.  | Renault              | 32   |
| 5.  | Fernando Alonso  | 26   | 5.  | Mercedes GP          | 16   |
| 6.  | Felipe Massa     | 24   | 6.  | Sauber-Ferrari       | 7    |
| 7.  | Vitalij Petrov   | 17   | 7.  | Toro Rosso-Ferrari   | 4    |
| 8.  | Nick Heidfeld    | 15   | 8.  | Force India-Mercedes | 4    |
| 9.  | Nico Rosberg     | 10   | 9.  | Lotus-Renault        | 0    |
| 10. | Kobajasi Kamui   | 7    | 10. | Williams-Cosworth    | 0    |

(A teljes táblázat)

## Statisztikák
Vezető helyen
- Jenson Button : 13 kör (1-13)
- Lewis Hamilton : 6 kör (14 / 52-56)
- Fernando Alonso : 2 kör (15-16)
- Nico Rosberg : 14 kör (17-24 / 34-39)
- Sebastian Vettel : 18 kör (25-30 / 40-51)
- Felipe Massa : 3 kör (31-33)

Lewis Hamilton 15. győzelme, Sebastian Vettel 18. pole pozíciója, Mark Webber 8. leggyorsabb köre.
- McLaren 170. győzelme.